# Valour FC
Valour Football Club er en canadisk professionel fodboldklub der til dagligt spiller i Premier League. Valour FC var en af klubberne der var med til at grundlægge den Canadiske Premier League i 2019.